# Деа Ђурђевић
Деа Ђурђевић (Београд, 19. јул 1992) српска је новинарка и телевизијска водитељка.

## Биографија
Ђурђевићева је рођена 19. јула 1992. године у Београду, где је завршила основну и средњу школу, а затим и Факултет политичких наука, смер журналистика, те је образована за новинарски посао којим се и бави.

## Каријера
Ђурђевићева је 2017. године постала део јутарњег програма канала Пинк ТВ, где данас води емисију Ново јутро. На почетку, радила је као дописни репортер.